# Sezema I. z Jevišovic
Sezema I. z Jevišovic (před 1299 – po roce 1326) byl moravský šlechtic z rodu pánů z Jevišovic. 

## Život
Byl pravděpodobně mladším synem Bočka I. z Jevišovic. 
Poprvé se v pramenech objevil spolu s bratrem Mikulem na písemnosti v roce 1314. O jeho bratrovi je to zmínka první a zároveň poslední a předpokládá se, že brzy na to zemřel. I o Sezemovi jsou v písemnostech zmínky velmi sporadické a strohé, významná je však především ta z roku 1320, kdy mu byl udělen úřad moravského komorníka. Poslední zmínka o Sezemovi pochází z roku 1326. O pět let později se uvádí, že Sezema zanechal vdovu Anežku. 
Měl dva syny. Prvním z nich byl Kuna II. z Jevišovic, který zdědil jevišovické panství, druhým synem byl Jan Ondřej, který byl farářem u sv. Michala ve Znojmě.